# 大阪府立鳳高等学校
大阪府立鳳高等学校（おおさかふりつ おおとり こうとうがっこう）は、大阪府堺市西区にある普通科単位制の公立高等学校。

## 概要
1922年に旧制中学校として創立した。中等教育機関の入学難を緩和させるため、大阪府が大正中期に新設した旧制中学校5校のひとつ。信太山丘陵の北端に位置する。
新制高等学校に改編された当初は全日制と定時制を併設する普通科高等学校だったが、全日制は2008年から単位制に改編した。また定時制課程は2008年3月に閉課程となり、2008年度以降は「第一志望をかなえる学校」「開かれた学校」を目標に掲げており、教員も加配されている。また、立命館大学との高大連携も行っている。
2011年より、イングリッシュフロンティアハイスクールズG2グレード校に指定されている。
クラブ活動においては、大阪府立高校では3校のみ開設のオーケストラ部がある。
校歌は山田耕筰が作曲を手掛けている。

## 沿革

### 開校の経緯
創立前の泉州地域では、大阪府立堺中学校（現在の大阪府立三国丘高等学校）と大阪府立岸和田中学校（現在の大阪府立岸和田高等学校）の2校が過密状態にあり、中学校新設の必要性が高まっていた。
泉北郡では中学校新設に向けて、町村および篤志家から多大な寄付や協力が寄せられた。なかでも同郡南王子村でガラス玉や人工真珠の製造を営んで財を得た米田若松からは、学校用地約8,000坪の買収において多額の寄付があり、校内には米田の顕彰碑が建てられている。
1922年4月1日、大阪府立堺中学校内に仮校舎を設置し、大阪府立第十四中学校として開校した。3日後の4月4日に大阪府立鳳中学校に改称された。翌1923年3月31日には泉北郡鶴田村大字原田（現在地）に校舎が完成し、移転した。

### 鳳中学校
1940年2月11日には、紀元2600年記念事業の一環として、父兄会の拠金によって学校の北隣および東隣の土地8,116坪が買収され、学校敷地が2倍に拡張された。のちの校舎建て替えの際に、拡張前の敷地の大半が校庭に充てられたため、当校の校庭は大阪府立高校の中で最も広いものとなっている。
戦時中は校庭の開墾や帝國車輛工業などへの勤労動員が実施された。1944年6月には、陸軍による校舎の戦時転用として、機関銃中隊と通信中隊から成る橘部隊（1個大隊）が校舎の一部を使用した。1945年7月10日の堺大空襲の際には校舎が米軍の攻撃目標となり、機銃掃射を受けて兵士1名が命を落としている。

### 鳳高等学校
1948年の学制改革によって大阪府立鳳高等学校となり、大阪府立大津高等学校（旧制大阪府立大津高等女学校。現在の大阪府立泉大津高等学校）と生徒を交流して男女共学が実施された。
「府立高等学校特色づくり・再編整備計画」によって、大阪府南部における単位制改編対象校に選定され、2008年度入学生より単位制へ移行した。

### 定時制
1947年に、勤労青年や一般市民を対象にした講座「市民学校」を開設している。当時大阪府では府立中学校のうち数校を指定して「市民学校」開設を指示し、鳳中学校も対象校に選ばれた。「市民学校」は高石町立羽衣小学校の校舎を借りて夜間に開講された。この取り組みは1年間で終わったが、定時制の源流と位置づけられている。
定時制課程は1948年10月に設置された。「市民学校」の流れをくみ、地域性や学校規模などを考慮して鳳高校への定時制課程設置が決まった。
鳳高校の本校内には定時制課程普通科を設置し、また泉北郡横山村・横山村立小学校内に横山分校として農業科を設置した。
横山分校は、書類上は横山村立横山高等学校として発足し、1950年3月に大阪府立鳳高等学校横山分校として設置認可（府に移管）されたことになっている。しかし鳳高校定時制の沿革誌では、当初から鳳高校分校として設置された扱いになっている。また横山分校の後身の大阪府立横山高等学校の沿革誌でも、実質的には発足当初から鳳高校分校として運営されていたとするような記述もみられる。
横山分校は1971年4月に大阪府立横山高等学校として独立し、2008年3月に閉校した。
鳳高校本校に設置された定時制については、2004年の「府立高校再編整備計画」により府立定時制高校を半減させることになったことに伴い、廃止対象校となった。学校関係者は反対運動なども起こしたが方針を変更するに至らず、2005年以降の募集を停止し、在校生が卒業した2008年3月をもって閉課程となった。

### 年表
- 1922年4月1日 - 大阪府立第十四中学校として創立。
- 1922年4月4日 - 大阪府立鳳中学校に改称。
- 1923年3月31日 - 現在地へ移転。
- 1940年2月11日 - 学校敷地を拡張。
- 1948年 - 学制改革により大阪府立鳳高等学校に改称。大阪府立大津高等学校との間で教員・生徒の交換が行われ、男女共学化。
- 1948年10月 - 定時制課程（普通科）、横山分校（横山村立横山高等学校。定時制農業科）を設置。
- 1950年3月27日 - 大阪府条例により横山分校を正式に設置。
- 1971年4月1日 - 横山分校が大阪府立横山高等学校として独立（2008年3月で廃校）。
- 1979年 - 校舎改築を開始。
- 1983年 - 北縁の松林だった場所に新校舎が完成。旧校舎は解体されたが、校庭が拡大。
- 2002年 - 大阪府教育委員会からエル・ハイスクール事業の指定を受ける（2003年度から2007年度まで）。
- 2004年6月25日 - 大阪府教育委員会、定時制課程廃止の方針を発表。
- 2005年 - 定時制課程の募集を停止。
- 2008年3月31日 - 定時制課程を閉課程。
- 2008年4月1日 - 全日制単位制に改編。

## 著名な出身者
- 猿橋望 - 英会話NOVA前代表取締役社長（高22期）
- 辻宏康 - 和泉市長
- 大西綺華 - 声優
- 大木実 - 俳優
- 藤木悠 - 俳優
- 風野潮 - 児童文学作家
- 馬場伸幸 - 衆議院議員（4期目）、日本維新の会代表（3代目）、元堺市議会議員（6期）
- 喜多伸夫 - サイオス株式会社代表取締役社長
- 田中ひろみ - イラストレーター
- 河野良祐（元令和喜多みな実） - お笑い芸人
- 南條庄助（すゑひろがりず） - お笑い芸人

## 交通
- JR西日本阪和線 富木駅 南東へ約1.2km
- 南海バス美木多線（306、307、307C系統）、堺東・光明池線（308、308C系統） 草部バス停 西へ約500m
- 南海バス北野田・鳳線（170系統） 鳳高校前バス停 西へ約250m - ただし、登校時間帯に運行していない。